# Bulbophyllum cipoense
Bulbophyllum cipoense là một loài phong lan thuộc chi Bulbophyllum.